# Hartwig Derenbourg

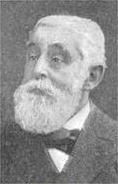
Hartwig Derenbourg

Hartwig Charles Jacob Derenbourg (* 17. Juni 1844 in Paris; † 12. April 1908 ebenda) war ein französischer Orientalist. Er lehrte an der École pratique des hautes études in Paris arabische Philologie sowie Islamistik und arabische Religionen.

## Leben
Hartwig Derenbourg entstammte einer jüdischen Gelehrtenfamilie mit Wurzeln in Derenburg im heutigen Sachsen-Anhalt. Er war der Sohn des deutsch-französischen Orientalisten Joseph Derenbourg und der Delphine Meyer. Nach dem Besuch des Lycée Charlemagne und des Lycée Bonaparte in Paris studierte er zunächst Hebräisch und Arabisch in Paris, dann in Leipzig und Göttingen, wo er 1866 promoviert wurde. Er erhielt den Doktortitel für seine preisgekrönte Schrift „De pluralium linguae arabicae et aethiopicae origine et indole“ (Göttingen 1867). 1867 bis 1870 arbeitete er am Katalog der arabischen Handschriften der Bibliothèque impériale in Paris.
Verheiratet war er mit Betty Baer (1850–1879), Tochter des Antiquars Hermann Joseph Baer, der ihn 1871 zum Leiter der Pariser Filiale des Frankfurter Antiquariats machte. Ab 1875 lehrte er semitische Sprachen am Rabbinerseminar in Paris, ab dem gleichen Jahr Arabisch an der École spéciale des langues orientales. 1879 wurde er dort zum Professor ernannt. 1880 entsandte ihn Jules Ferry zum Studium der arabischen Manuskripte in der Bibliothek des Escorial, wo er die Autobiografie des syrischen Gelehrten Usama ibn Munqidh aus dem 12. Jahrhundert entdeckte. 1884 wurde er directeur d’études (Professor) für arabische Sprache in der historisch-philologischen (IV.) Sektion der École pratique des hautes études (EPHE), 1886 erhielt er zusätzlich den Lehrstuhl für Islamistik und arabische Religionen in der neugegründeten religionswissenschaftlichen (V.) Sektion der EPHE. Beide hatte er bis zu seinem Tod inne.
Im Februar 1897 erhielt er den Orden eines Ritters der Ehrenlegion verliehen. Im Juni 1900 wurde er ordentliches Mitglied der Académie des Inscriptions et Belles-Lettres.
Er war Mitglied im Zentralkomitee der Alliance Israélite Universelle und des Vorstandes der Société des Études Juives.

## Veröffentlichungen (Auswahl)

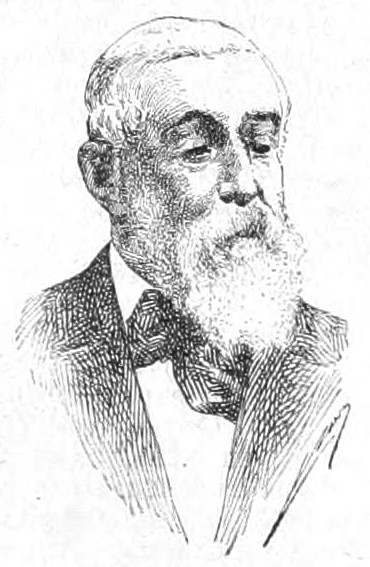
Hartwig Derenbourg (1906)

Mit seinem Vater arbeitete er an der Ausgabe der sämtlichen Werke von Saadia und an einer Abu al-Walid-Ausgabe.
- Catalogue des manuscrits arabes de la Bibliothèque impériale. 4 Bände, Paris 1866–1870.
- Le dîwân de Nâbiga Dhobyânî. Paris 1869 (Digitalisat).
- Ousâma ibn Mounkidh. Un émir syrien au premier siècle des croisades. 2 Bände, Paris 1886–1893.
- Le Livre de Sîbawaihi. 2 Bände, Paris 1881–1889.
- Les manuscrits arabes de l’Escurial. Paris, Bd. 1, 1884; Bde. 2 und 3, 1903.
- mit Jean Spiro: Chrestomathie élémentaire de l’Arabe littéral. Paris 1885; 2. Auflage 1892.
- Ousama ibn Mounkidh, preface du livre du baton. Paris 1887.
- Souvenirs historiques et récits de chasse par un émir syrien du 12e siècle. Autobiographie d’Ousâma ibn Mounkidh intitulée l’Instruction des exemples. Traduction française d’après le texte arabe. Paris 1895.
- Al-Fakhri Histoire du khalifat et du vizirat, depuis leurs origines jusqu’à la chute du khalifat abbaside de Bagdâdh (11-656 de l’hégire, 632-1258 de notre ère). Paris 1895.
- Oumâra du Yémen, sa vie et son œuvre. Paris, Bd. 1, 1897; Bd. 2, 1902.
- Opuscules d’un arabisant, 1898–1905. Paris 1905.